# Новел
Новел е бивша американска софтуерна компания със седалище в Прово, Юта. Най-известният ѝ продукт е мултиплатформената мрежова операционна система Novell NetWare. Под ръководството на Рей Нурда, NetWare заема главна роля в областта на мрежите при персоналните компютри в края 1980-те и началото на 1990-те години. Когато е на върха си, NetWare заема 63% пазарен дял при мрежовите операционни системи, а към началото на 1990-те вече са инсталирани над половин милион мрежи по света, работещи с NetWare и обслужващи над 50 милиона потребители. Компанията изиграва ключова роля в превръщането на долината на Юта в център на технологичните и софтуерните разработки.
През първата половина на 1990-те години компанията се стреми да си конкурира пряко с Microsoft, придобивайки по-малки компании за разработка. Тези ходове се оказват несполучливи, а NetWare постепенно започва да губи пазарен дял в полза на Microsoft, която вече предлага множество мрежови услуги със своята операционна система Windows NT и наследниците ѝ. Въпреки новите си продукти като Novell Directory Services и GroupWise, Новел изпада в дълъг период на упадък. Накрая, Новел придобива SUSE Linux и разработва и придобива няколко нови продукта, но въпреки това не успява да пожъне успех за дълго и така и не достига отново старото си господство.
През 2011 г. компанията е придобита като подразделение на The Attachmate Group, която от своя страна е придобита от Micro Focus през 2014 г. В днешно време продуктите и технологиите на Новел са интегрирани в различните подразделения на Micro Focus.